# Persone di nome Timo
| Questa pagina contiene informazioni ricavate automaticamente dalle voci biografiche con l'ausilio del template Bio e di un bot. L'aggiornamento è periodico e automatico e ricostruisce completamente la pagina. Se manca una persona in questa lista, sei pregato di non aggiungerla, ma accertati piuttosto che la sua voce biografica contenga il template Bio e che i dati anagrafici siano correttamente compilati. Se il template Bio manca, inseriscilo tu stesso o, in alternativa, metti l'avviso {{tmp\|Bio}} che ne segnala la mancanza. Se i dati riportati sono sbagliati, correggi direttamente la voce biografica; le modifiche saranno visibili in questa lista entro pochi giorni. Per chiarimenti vedi il progetto antroponimi. La lista contiene solo le 57 persone che sono citate nell'enciclopedia e per le quali è stato implementato correttamente il template Bio. Pagina aggiornata al 23 mag 2025. |

Questa è una lista di persone presenti nell'enciclopedia che hanno il nome Timo, suddivise per attività principale.

## Allenatori di calcio(5)
- Timo Gebhart, allenatore di calcio e ex calciatore tedesco (Memmingen, n. 1989)
- Timo Liekoski, allenatore di calcio finlandese (Helsinki, n. 1942)
- Timo Rost, allenatore di calcio e ex calciatore tedesco (Lauf an der Pegnitz, n. 1978)
- Timo Schultz, allenatore di calcio e ex calciatore tedesco (Wittmund, n. 1977)
- Timo Teniste, allenatore di calcio e ex calciatore estone (Tartu, n. 1985)

## Attori(1)
- Timo Hübsch, attore tedesco (Colonia, n. 1977)

## Calciatori(15)
- Timo Baumgartl, calciatore tedesco (Böblingen, n. 1996)
- Timo Becker, calciatore tedesco (Herten, n. 1997)
- Timo Beermann, calciatore tedesco (Ostercappeln, n. 1990)
- Timo Brauer, calciatore tedesco (Essen, n. 1990)
- Timo Furuholm, ex calciatore finlandese (Pori, n. 1987)
- Timo Hildebrand, ex calciatore tedesco (Worms, n. 1979)
- Timo Horn, calciatore tedesco (Colonia, n. 1993)
- Timo Hübers, calciatore tedesco (Hildesheim, n. 1996)
- Timo Kautonen, ex calciatore finlandese (n. 1945)
- Timo Letschert, calciatore olandese (Purmerend, n. 1993)
- Timo Ochs, ex calciatore tedesco (Gottinga, n. 1981)
- Timo Perthel, calciatore tedesco (Kaiserslautern, n. 1989)
- Timo Stavitski, calciatore finlandese (Kirkkonummi, n. 1999)
- Timo Wenzel, ex calciatore tedesco (Nuova Ulma, n. 1977)
- Timo Werner, calciatore tedesco (Stoccarda, n. 1996)

## Cantanti(4)
- Kojo, cantante finlandese (Helsinki, n. 1953)
- Timo Kotipelto, cantante finlandese (Lappajärvi, n. 1969)
- Timo Rautiainen, cantante e chitarrista finlandese (Sulkava, n. 1963)
- Timo Tolkki, cantante, chitarrista e produttore discografico finlandese (Nurmijärvi, n. 1966)

## Cestisti(3)
- Timo Heinonen, cestista finlandese (Vantaa, n. 1981)
- Timo Lampén, cestista finlandese (Lahti, n. 1934 - Lahti, † 1999)
- Timo Suviranta, cestista finlandese (Helsinki, n. 1930 - Helsinki, † 1994)

## Ciclisti su strada(1)
- Timo Roosen, ciclista su strada olandese (Tilburg, n. 1993)

## Ciclocrossisti(1)
- Timo Kielich, ciclocrossista, ciclista su strada e mountain biker belga (Alken, n. 1999)

## Designer(1)
- Timo Sarpaneva, designer e scultore finlandese (Helsinki, n. 1926 - Helsinki, † 2006)

## Direttori della fotografia(1)
- Timo Salminen, direttore della fotografia finlandese (Helsinki, n. 1952)

## Dirigenti sportivi(1)
- Timo Lange, dirigente sportivo, allenatore di calcio e ex calciatore tedesco (Grevesmühlen, n. 1968)

## Discoboli(1)
- Timo Tompuri, ex discobolo finlandese (Pernå, n. 1969)

## Fondisti(1)
- Timo André Bakken, ex fondista norvegese (n. 1989)

## Giocatori di football americano(1)
- Timo Hager, giocatore di football americano svizzero (Winterthur, n. 2000)

## Hockeisti su ghiaccio(4)
- Timo Helbling, ex hockeista su ghiaccio svizzero (Basilea, n. 1981)
- Timo Jutila, ex hockeista su ghiaccio finlandese (Tampere, n. 1963)
- Petteri Nummelin, hockeista su ghiaccio finlandese (Turku, n. 1972)
- Timo Pielmeier, hockeista su ghiaccio tedesco (Deggendorf, n. 1989)

## Hockeisti su prato(1)
- Timo Weß, hockeista su prato tedesco (Moers, n. 1982)

## Pesisti(1)
- Timo Aaltonen, ex pesista finlandese (n. 1969)

## Piloti automobilistici(3)
- Timo Bernhard, pilota automobilistico tedesco (Homburg, n. 1981)
- Timo Glock, pilota automobilistico tedesco (Lindenfels, n. 1982)
- Timo Scheider, pilota automobilistico tedesco (Lahnstein, n. 1978)

## Piloti di rally(4)
- Timo Gottschalk, copilota di rally tedesco (Neuruppin, n. 1974)
- Timo Mäkinen, pilota di rally finlandese (Helsinki, n. 1938 - Finlandia, † 2017)
- Timo Rautiainen, ex copilota di rally finlandese (Espoo, n. 1964)
- Timo Salonen, ex pilota di rally finlandese (Helsinki, n. 1951)

## Politici(1)
- Timo Soini, politico finlandese (Rauma, n. 1962)

## Produttori discografici(1)
- Timo Maas, produttore discografico e disc jockey tedesco (Hannover, n. 1969)

## Rapper(1)
- Tream, rapper tedesco (Schwandorf, n. 1998)

## Sciatori alpini(1)
- Timo Brüderl, ex sciatore alpino tedesco (n. 1989)

## Tennistavolisti(1)
- Timo Boll, ex tennistavolista tedesco (Erbach, n. 1981)

## Tuffatori(2)
- Timo Barthel, tuffatore tedesco (Würselen, n. 1996)
- Timo Klami, tuffatore norvegese (Kristiansand, n. 1981)

## Vescovi(1)
- Timo di Salisburgo, vescovo e santo austriaco